# イオンシネマ新青森
イオンシネマ新青森（イオンシネマしんあおもり・ÆON CINEMA Shin-Aomori）は、青森県青森市三好1丁目のガーラタウンアネックス棟で2024年3月20日から営業している、イオンエンターテイメント運営のシネマコンプレックス（映画館）である。
2001年3月1日から2021年8月29日まで同地で営業していた『青森コロナシネマワールド』（あおもりコロナシネマワールド）についても本項で述べる。

## 歴史

### コロナワールド時代
2000年（平成12年）6月23日、亀屋みなみチェーンをキーテナントとする大型ショッピングモールとして『ハイパーモール・ジョイシティ』がオープン。それから9か月近く経った2001年（平成13年）3月1日、ハイパーモール向かいのアネックス棟に大型アミューズメント施設『青森コロナワールド』がグランドオープン。同棟2階に8スクリーンのシネコン『青森コロナシネマワールド』を併設。青森県内としては今世紀初の新規開業映画館となった。
コロナワールド開館から9か月後の2001年12月24日、キーテナントだった亀屋みなみチェーンが破綻しハイパーモールから撤退。その後2003年（平成15年）6月27日、マエダがキーテナントになったのを機に施設全体の正式名称が『ガーラタウン・青森ウエストモール』に変更された。
コロナワールド開館前年（2000年時点）の青森市内には、1954年（昭和29年）に設立された奈良屋劇場を前身とするミニシアターのシネマディクト（2スクリーン）や、青森松竹1・2、青森東映シネマ（3スクリーン）、青森松竹アムゼ（3スクリーン）の4サイト・10スクリーンが存在していたが、青森松竹1・2はアムゼへと集約したため2003年1月26日をもって閉館。それから2年後の2005年（平成17年）4月15日には青森東映シネマが閉館した為、東映系作品の上映はコロナワールドと松竹アムゼへ集約する形となった。
開館10周年を迎えた2011年（平成23年）3月11日に東日本大震災が発生。この影響でコロナワールド内にあった天然温泉施設「コロナの湯」とカラオケスタジオコロナ青森店が被災し、同年7月1日に閉館。その後カラオケスタジオコロナ青森店は2013年（平成25年）12月21日に営業を再開している。
八戸市を舞台にした2015年（平成28年）公開の映画『ライアの祈り』は青森コロナワールドでも同年5月30日から先行上映され、上映中の同年6月6日には出演した宇梶剛士と監督を手掛けた黒川浩行による舞台挨拶を開催。八戸を拠点にしているお笑いコンビ「あどばるーん」も舞台挨拶に同行していた。
SING LIKE TALKINGの佐藤竹善はライブ映画『Strings of the night』を上映した2016年（平成28年）5月29日と、同バンドをテーマにした『Music Of My Life』が上映された2017年（平成29年）10月28日に青森コロナワールドを訪れた。また2016年11月25日には、平内町出身の下山天監督作『L-エル-』が封切られ、同月26日には下山監督が舞台挨拶で青森コロナワールドを訪れている。
時は令和となり新型コロナウイルス感染症が世界的に流行し始める。日本でもこれに伴う緊急事態宣言によりエンタメ施設の一時休業が目立ち、青森コロナワールドも2020年（令和2年）4月17日から5月7日まで臨時休業を余儀なくされた。再開後の同年10月期には『劇場版 鬼滅の刃 無限列車編』（外崎春雄監督）の大ヒットもあったが、コロナワールドは2021年（令和3年）6月、建物の賃貸借契約解消を理由に青森からの撤退を発表する。同年7月25日にカラオケスタジオとパチンコ店、ゲームセンターが営業を終え、同8月29日にコロナシネマワールドが完全閉館し、20年5か月の歴史に幕を閉じた。
東北地方では仙台市宮城野区や仙台市泉区（いずれも宮城県）にもコロナシネマワールドが存在していたが、先述の震災の影響で事実上の営業打ち切りとなっており、青森の撤退で東北地方からコロナワールドの映画館が完全に姿を消した。

### イオンシネマ時代
コロナワールドの撤退後、青森市内の映画館は松竹アムゼとシネマディクトの2サイト・5スクリーンに激減し、青森市は東北6県でシネコンが存在しない唯一の県庁所在地となっていた。閉館発表時点でコロナワールド跡地を同業他社が引き継ぐ話も検討されていたが、施設所有者と話がまとまらず、市内で邦画・洋画の話題作がなかなかロードショー上映されない状況となった。また八戸市にあったフォーラム八戸が入居していたビルの老朽化に伴い2023年（令和5年）1月5日をもって完全閉館したことにより、青森県内のシネコンは弘前市のイオンシネマ弘前とつがる市のシネマヴィレッジ8・イオン柏、おいらせ町のTOHOシネマズおいらせ下田の3サイトを残すのみとなっていた。
2023年秋頃にコロナワールド跡地の改修工事が始まると、同年12月11日にイオンエンターテイメントがコロナワールド跡地にイオンシネマを出店させることを発表。青森県内としては先述のイオンシネマ弘前に続く2サイト目のイオンシネマで、かつイオングループではない商業施設への本格的な居抜き出店は史上初の事例であった。
そして翌2024年2月15日にイオンシネマ新青森の開館日と詳細が発表され、同年3月20日、2月の発表通りに開館した。開館前日に行われた記念セレモニーには、元「りんご娘」メンバーでタレントの王林が一日支配人として出席しテープカットを実施。また青森ワッツの公式チアダンスチーム「ブルーリングス」のメンバー5名がダンスパフォーマンスを行い、イオンシネマのオープンに花を添えた。
2024年7月2日には、弘前市出身の保健指導者・花田ミキ（1914年 - 2006年）の生涯を描いた『じょっぱり 看護の人 花田ミキ』が封切られ、同月12日には同作監督の五十嵐匠（藤崎町出身）と、出演した木野花・伊勢佳世が舞台挨拶を行った。同年9月21日、先述の旧コロナワールド1階部分にリユースショップ『万代』新青森店がオープン。宮城県発祥の万代にとってはこれが青森県内初出店となった。
2025年5月30日には、青森朝日放送でレギュラー番組を持っていることで知られるタレントのあべこうじが監督を手掛けた『オールドカー〜てんとう虫のプロポーズ〜』が封切られ、同日にはあべ自身が舞台挨拶を行った。

## 特徴
座席数は車椅子席（2席）を含む。全席両肘タイプの独立シートへと交換したことによりコロナワールド時代よりも総座席数が減少し、スクリーンサイズも1.2倍に拡大されたが、IMAXや4DX、ScreenX、ドルビーシネマといった特殊スクリーンや、ドルビーアトモスは導入されていない。またコンセッションでのセルフオーダーシステムや、e席リザーブ利用者によるチケットレス入場といった、青森県内の映画館としては初の試みも行われている。
| SCREEN No. | 座席数             | 座席数           | 備考   |
| SCREEN No. | コロナワールド時代 | イオンシネマ時代 | 備考   |
| ---------- | ------------------ | ---------------- | ------ |
| 1          | 317                | 230              |        |
| 2          | 123                | 86               |        |
| 3          | 178                | 128              | 3D対応 |
| 4          | 178                | 128              |        |
| 5          | 178                | 128              |        |
| 6          | 214                | 150              |        |
| 7          | 123                | 85               |        |
| 8          | 123                | 85               |        |